# 野中广务
野中广务（1925年10月20日—2018年1月26日），日本政治家。

## 生平
生于京都府船井郡園部村（現稱南丹市）。
1943年春天，畢業舊制京都府立園部中學校（現：京都府立園部高等學校），日本國有鐵道大阪鐵道局進入局。1958年11月，園部町長。1967年，京都府議會議員初次當選。1978年，京都府副知事。1983年，眾議院議員總選舉初次當選。對副知事等地方行政精通著，在舊自治省有著影響力。1986年，自民黨地方局長。1988年，建設政務次官。1991年11月，自民黨總務局長。1993年1月，眾議院建設委員長。1994年6月，初次入閣村山內閣的自治大臣，國家公安委員會委員長。自治大臣擔任了小選舉區的劃分法案等政治改革。1998年7月，在小淵內閣內閣官房長官，沖繩擔當大臣（1999年1月，沖繩開發廳長官兼職）。2000年4月，自民黨幹事長。同年12月，自民黨行政改革推進本部長。2001年6月，自民黨公務員制度改革特別委員長。2002年2月，地方制度調查委員。2003年，政界引退。
有一個著名的争议事件是，据传麻生太郎首相在一次非公開的黨內會議上要求盡一切努力阻止部落民出身的野中廣務成為新首相。
2013年6月3日，野中表示，日中邦交正常化时两国领导人曾就搁置钓鱼岛问题达成共识。
2018年1月26日下午，於京都府内的醫院去世，享壽92歲。